# Gandaritis sinicaria
Gandaritis sinicaria là một loài bướm đêm trong họ Geometridae.